# Peter Thornton
Peter Thornton is een personage uit de Amerikaanse actieserie MacGyver. Thornton is zowel MacGyver's beste vriend als leidinggevende bij de Department of External Services (DXS) en de Phoenix Foundation.

## Biografie
Thornton diende in Vietnam voordat hij voor de Amerikaanse overheid ging werken. Hij ging aan de slag bij het departement van externe diensten (Department of External Services, kortweg DXS) en werd gestationeerd in Toulon, Frankrijk. Hij promoveerde niet veel later naar de rang van Deputy Chief, en kort daarna naar Executive Director. Zijn werkverslaving zorgde ervoor dat zijn vrouw, Connie Thornton, hem verliet en samen met hun zoon, Michael Thornton, terugging naar de Verenigde Staten. Tijdens zijn carrière bij DXS ontmoette hij Angus MacGyver, wie hij een baan aanbood. Na enkele jaren stopte Thornton bij DXS om als Director of Field Operations aan de slag te gaan bij de private instelling Phoenix Foundation. Later kreeg hij steeds meer symptomen van glaucoom, waardoor hij uiteindelijk blind raakte.